# Jonas Trinkūnas
Jonas Trinkūnas (ur. 28 lutego 1938 w Kłajpedzie, zm. 20 stycznia 2014 w Wilnie) – litewski etnolog i folklorysta, działacz na rzecz odrodzenia przedchrześcijańskich wierzeń Bałtów.
W 1965 ukończył filologię litewską na Uniwersytecie Wileńskim, następnie w latach 1969–1973 był pracownikiem tej uczelni. Jeszcze w czasie studiów założył Towarzystwo Przyjaciół Indii (Indijos bičulių draugija). W 1969 wraz z grupką przyjaciół zorganizował w Kiernowie obchody święta przesilenia letniego (Rasos). Powołał także do życia organizację Ramuva, stawiającą sobie za cel pielęgnowanie i zachowanie tradycyjnego folkloru litewskiego. Działalność ta spotkała się ze sprzeciwem ówczesnych władz radzieckich. W 1973 został wydalony z uczelni i otrzymał zakaz pracy naukowej, który uchylono dopiero w 1988.
Po upadku ZSRR powrócił do pracy naukowej. W latach 1990–1993 był przewodniczącym Wydziału Kultury Ludowej litewskiego Ministerstwa Kultury. Powołał do życia odwołujący się do przedchrześcijańskich wierzeń bałtyjskich związek wyznaniowy Romuva, zarejestrowany oficjalnie w 1992; w 2002 został wybrany jego najwyższym kapłanem (krivis). Uczestnik międzynarodowych konferencji i autor wielu publikacji, w 1998 został wybrany przewodniczącym Światowego Kongresu Religii Etnicznych. W 1990 założył neofolkowy zespół muzyczny Kūlgrinda.
W 2013 został odznaczony przez prezydent Dalię Grybauskaitė Orderem Wielkiego Księcia Giedymina w uznaniu za działalność opozycyjną w czasach radzieckich oraz zasługi w zachowaniu literackiego i religijnego dziedzictwa narodowego Litwy.